# Krupp (EFS)
A Locomotiva diesel-hidráulica Krupp DH-400 foi produzida na Alemanha para a EFS. 

## História
Assim como outras empresas nacionais na época (como a Noroeste e a Vitória-Minas), a Estrada de Ferro Sorocabana adquiriu locomotivas diesel-hidráulicas para seu parque de tração. Foram compradas em 1951 vinte unidades junto à empresa Krupp, no valor total de Cr$ 32 000 000,00. A compra foi muito contestada na época (por conta das limitaçõs técnicas das máquinas Krupp), principalmente por Jânio Quadros. A primeira entrou em serviço no dia 29 de novembro de 1953.
Apesar dos esforços da Sorocabana, a Krupp DH apresentava constantes problemas de aquecimentos dos motores diesel e na caixa de marchas, acessada por um poço de acesso localizado no piso da cabine de comando.

### Na FEPASA
Em 1971 foram incorporadas à FEPASA, que as desativou em meados da década de 1970. Em  24 de outubro de 1979, todas as 20 locomotivas foram levadas à leilão como sucata.